# Театр просто неба
Театр просто неба — рідкісний парковий павільйон доби бароко і статусна річ вельможного саду бароко.

## Античні амфітеатри як зразок

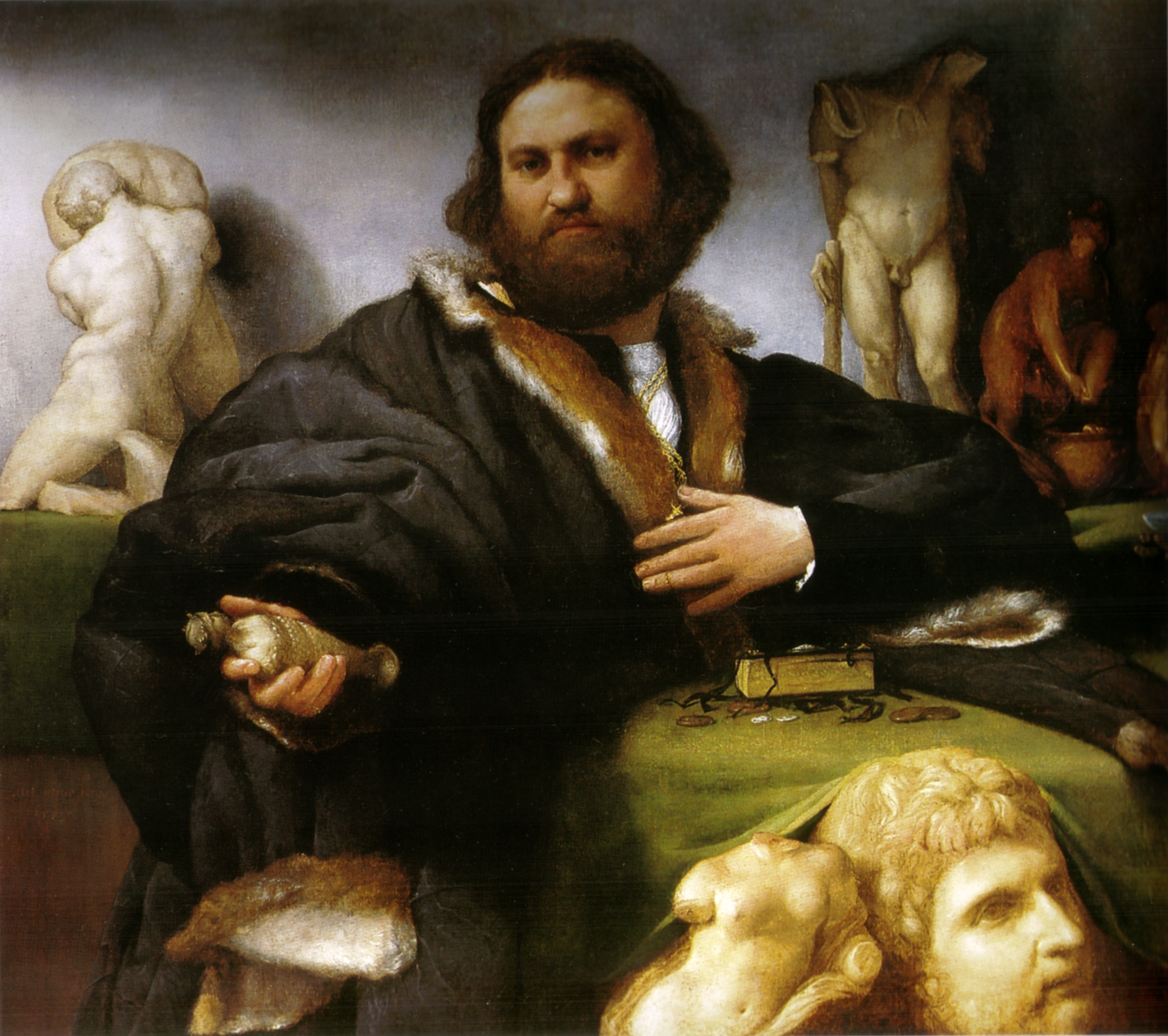
Лоренцо Лотто. Портрет колекціонера Андреа Одоні

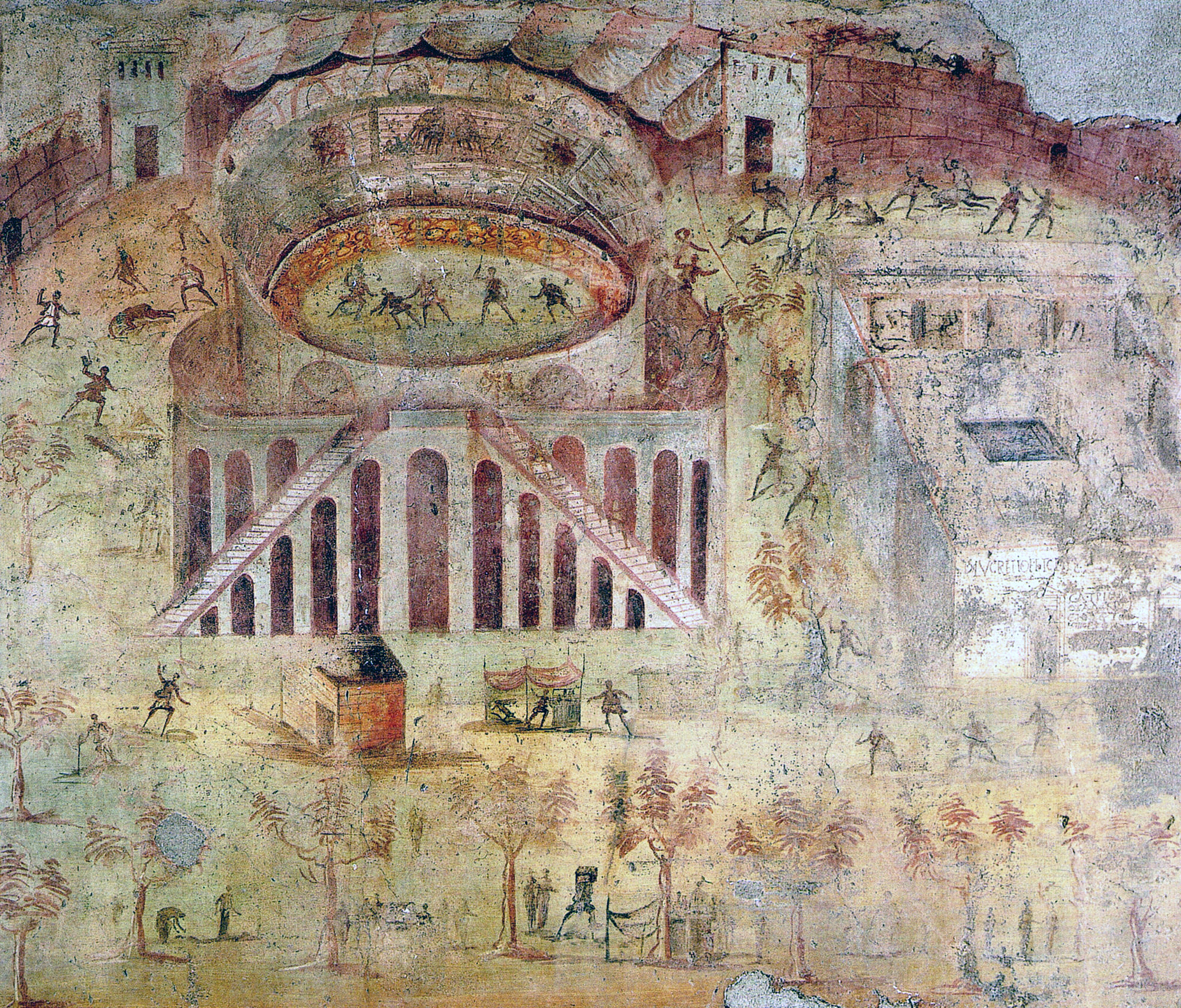
Фреска «Амфітеатр в місті Помпеї»

Хижацькі розкопки в князівствах Італії Йшли постійно. Це було не важко, бо мимоволі нові середньовічні державні утворення виникали на залишках Римської імперії. Тут постійно знаходили давньоримські монети, античну кераміку, пам'ятні медалі, уламки скульптур. Останні особливо зацікавили італійців, взагалі чутливих до музики і образотворчих мистецтв. Випадки знищення новонайдених античних скульптур зникають. В Італії виникає мода на колекціонування монет і медалей, а також збірки античних скульптур. До збірок античних скульптур призвичаїлись аристократи і кардинали, навіть папи римські. Збірку римських скульптур розташували в Ватикані. На хвилі моди на все античне розпочалось активне вивчення давньоримських руїн, а серед них - і античних цирків і театрів.
Вивчення залишків античних споруд - привілей італійської інтелектуальної еліти, теоретиків архітектури і архітекторів практиків. На етапі створення заміських вілл для можновладців і римських пап невеличкі античні амфітеатри переносять в комплекс вілл. Відомий зразок пишної заміської вілли Мадама за первісним проектом Рафаеля Санті мав театр просто неба. За планом його мали створити на схилах природного пагорба, як то було в античності. Більше того, театром просто неба Рафаель розпочинав низку паркових павільйонів, котрі уступами спускались до річки Тибр .

Рафаель Санті. Амфітеатр і палац вілли Мадама, до 1517 р.

## Бароковий театр просто неба
Стиль бароко формувався в надрах італійської культури 16 століття і багато чого запозичив як у італійського відродження, так і в стилі маньєризм. Серед запозиченого - і театр просто неба. Демократичне мистецтво часів античності — в 16 і 17 століттях втрачає демократичність і переходить в сферу аристократичної культури. Замовити споруду театру може лише надто багата, вельможна особа. 
Перший театр на теренах Московії виник в Петербурзі. Його прагнув створити в парадній резиденції царя Стрельна французький ландшафтний архітектор Олександр Леблон. Леблон необережно переніс паркову споруду південних європейських країн (Італії та Франції) в північний Петербург. Надто короткий термін праці в Петербурзі Леблона, охолодження царя до створенню резиденції в Стрельні не сприяли реалізації театру просто неба в саду резиденції. До того ж, цар Петро І знав про театр, але ніколи не був його прихильником. Театр просто неба в Стрельні так і залишився в проекті.
Але приклад створення рідкісного паркового павільйону не пропав. Про нього пригадали при створенні парку в садибі Кусково (нині в межах Москви). Навряд чи автором розпланування пишної вельможної садиби графа Петра Шеремєтєва в середині 18 століття була якась одна особа. До розпланування парку і будівництва паркових павільйонів було причетно декілька осіб, знав хтось і про театри просто неба. Бічна ділянка регулярного саду в Кусково праворуч була відведена під рідкісну паркову споруду по дорозі до комплексу оранжерей. Місця для глядачів створили з утрамбованої землі. Невеличкий театр мав оркестрову яму. Лаштунки театру створили із живих кущів. Земляна підлога сцени навіть мала ухил в бік глядацької зали, як в справжніх театрах. В заокруглених прибудовах влаштували акторські кімнатки-грімубоні. Малий парковий театр і був розрахований на виконання коротких вистав, лише одною з чудернацьких забав доби бароко. Використання подібного театру в негоду і взимку — абсолютно неможливе, тому вони швидко зникають. Залишки театру в Кусково збережені донині і потребують відновлення.

## Зразок барокового театру просто неба в Україні

Сад бароко, Ляшки Муровані
Ляшки Муровані, театр в парку.

Найкращим зразком барокового театру просто неба на землях України був театр в парку замку Ляшки Муровані. Ландшафтний архітектор, котрий займався розплануванням тут саду бароко, був вимушений обіграти несиметричну ділянку ще середньовічного замку. Він пішов шляхом створення трикутних ділянок саду з квітниками і використанням не однієї (як то в канонічному французькому зразку ), а декількох осей, навколо яких і розпланував симетричні смуги-ділянки, що обумовило появу унікального магнацького саду родини Мнішеків. Сад і замок були знищені вояками Росії.

## Літній кінотеатр за часів СРСР
Нащадком барокових театрів просто неба за часів СРСР стануть літні естради та літні кінотеатри. 